# 陳穎怡
陳穎怡（英語：Chan Wing Yee；簡稱：陳怡，1987年7月17日— ），香港YouTuber，「陳大怡加密貨幣找換店（CYOTC）」創辦人。

## 簡歷
陳氏早於2016年時開設個人Youtube頻道，主要分享法國留學經驗及生活所見所聞，其後她開始轉型，頻道所涉及的內容改為投資創業及女性話題等。
2021年起在尖沙咀及元朗開設「陳大怡加密貨幣找換店」，以推動加密貨幣發展為JPEX宣傳，然而她在香港警方商業罪案調查科在2023年9月18日所採取的「鐵關行動」中，以涉嫌「串謀詐騙」而被扣留調查，其後獲准保釋。

## 獎項
2021年CYOTC獲《資本雜誌》雜誌頒發「非凡加密貨幣場外交易所品牌大獎」

## 外部連結
- 陳怡ChanYee - YouTube （页面存档备份，存于）
- 陳大怡加密貨幣找換店 （页面存档备份，存于）
- 陳穎怡的Facebook專頁